# Билокси (город)
Било́кси (англ. Biloxi) — город в округе Гаррисон штата Миссисипи (США). Расположен на берегу Мексиканского залива и образует единую прибрежную агломерацию с городами Галфпорт и Паскагула. Город является портом и важным туристическо-рекреационным центром штата. В городе размещаются казино (Гранд-Казино и другие).

## История
Город был основан французами в 1699 году. В 1719 году, во время Войны четверного альянса, губернатор Луизианы Бенвиль перенёс административный центр французской Луизианы из Мобила от линии боёв к форту Билокси. В июне 1722 года столица была переведена в Новый Орлеан и Билокси утратил свой статус.
Некоторое время город являлся столицей Западной Флориды. В начале XIX века перешёл под юрисдикцию США.

## Население
По данным переписи 2000 года расовый состав города был такой: 71,43 % белых, 19,04 % афроамериканцев, 0,49 % коренных американцев, 5,11 % азиатов, 0,11 % жителей тихоокеанских островов, 1,43 % других рас и 2,38 % от двух или больше рас. 3,65 % населения составляли испанцы или латиноамериканцы.